# فرودگاه بین‌المللی ملکه علیا
فرودگاه بین‌المللی ملکه علیا (به انگلیسی: Queen Alia International Airport) یک فرودگاه همگانی باربری با کد یاتا AMM است که یک باند فرود بتن دارد و طول باند آن ۳۶۶۰ متر است. این فرودگاه که بزرگترین فرودگاه اردن است، در ۳۰ کیلومتری جنوب شهر امان قرار دارد و در ارتفاع ۷۳۰ متری از سطح دریا واقع شده‌است. این فرودگاه به نام ملکه علیا، سومین همسر ملک حسین نام‌گذاری شده‌است. مقر اصلی الملکیه الاردنیه، شرکت هواپیمایی حامل پرچم اردن، نیز در این فرودگاه است.

## افتخارات
طبق نظرسنجی که مجمع فرودگاه‌های بین‌المللی (ACI) در سال ۲۰۱۴ انجام داد این فرودگاه به عنوان بهترین فرودگاه خاورمیانه در سال ۲۰۱۴ انتخاب شد. ملاک این انتخاب میزان رضایتمندی مسافران از فرودگاه و خدمات آن است.

## آمارها
| سال  | مجموع مسافران | رشد    |
| ---- | ------------- | ------ |
| ۲۰۰۲ | ۲٬۳۳۴٬۷۷۹     |        |
| ۲۰۰۳ | ۲٬۳۵۸٬۴۷۵     | ۱٫۰۰٪  |
| ۲۰۰۴ | ۲٬۹۸۸٬۱۷۴     | ۲۱٫۰۷٪ |
| ۲۰۰۵ | ۳٬۳۰۱٬۵۱۰     | ۹٫۴۹٪  |
| ۲۰۰۶ | ۳٬۵۰۶٬۰۷۰     | ۵٫۸۳٪  |
| ۲۰۰۷ | ۳٬۸۶۱٬۱۲۶     | ۹٫۲۰٪  |
| ۲۰۰۸ | ۴٬۴۷۷٬۸۱۱     | ۱۳٫۷۷٪ |
| ۲۰۰۹ | ۴٬۷۷۰٬۷۶۹     | ۶٫۱۴٪  |
| ۲۰۱۰ | ۵٬۴۲۲٬۳۰۱     | ۱۲٫۰۲٪ |
| ۲۰۱۱ | ۵٬۴۶۷٬۷۲۶     | ۰٫۸۳٪  |
| ۲۰۱۲ | ۶٬۲۵۰٬۰۴۸     | ۱۲٫۵۲٪ |
| ۲۰۱۳ | ۶٬۵۰۲٬۰۰۰     | ۴٪     |
| ۲۰۱۴ | ۷٬۰۸۹٬۰۰۸     | ۹٪     |

| سال  | مجموع آمد و شد هواپیماها |
| ---- | ------------------------ |
| ۲۰۰۷ | ۴۴٬۶۷۲                   |
| ۲۰۰۸ | ۵۱٬۳۱۴                   |
| ۲۰۰۹ | ۵۷٬۷۲۶                   |
| ۲۰۱۰ | ۶۲٬۸۶۳                   |
| ۲۰۱۱ | ۶۳٬۴۲۶                   |
| ۲۰۱۲ | ۶۷٬۱۹۰                   |
| ۲۰۱۴ | ۷۳٬۱۲۵                   |

## نگارخانه

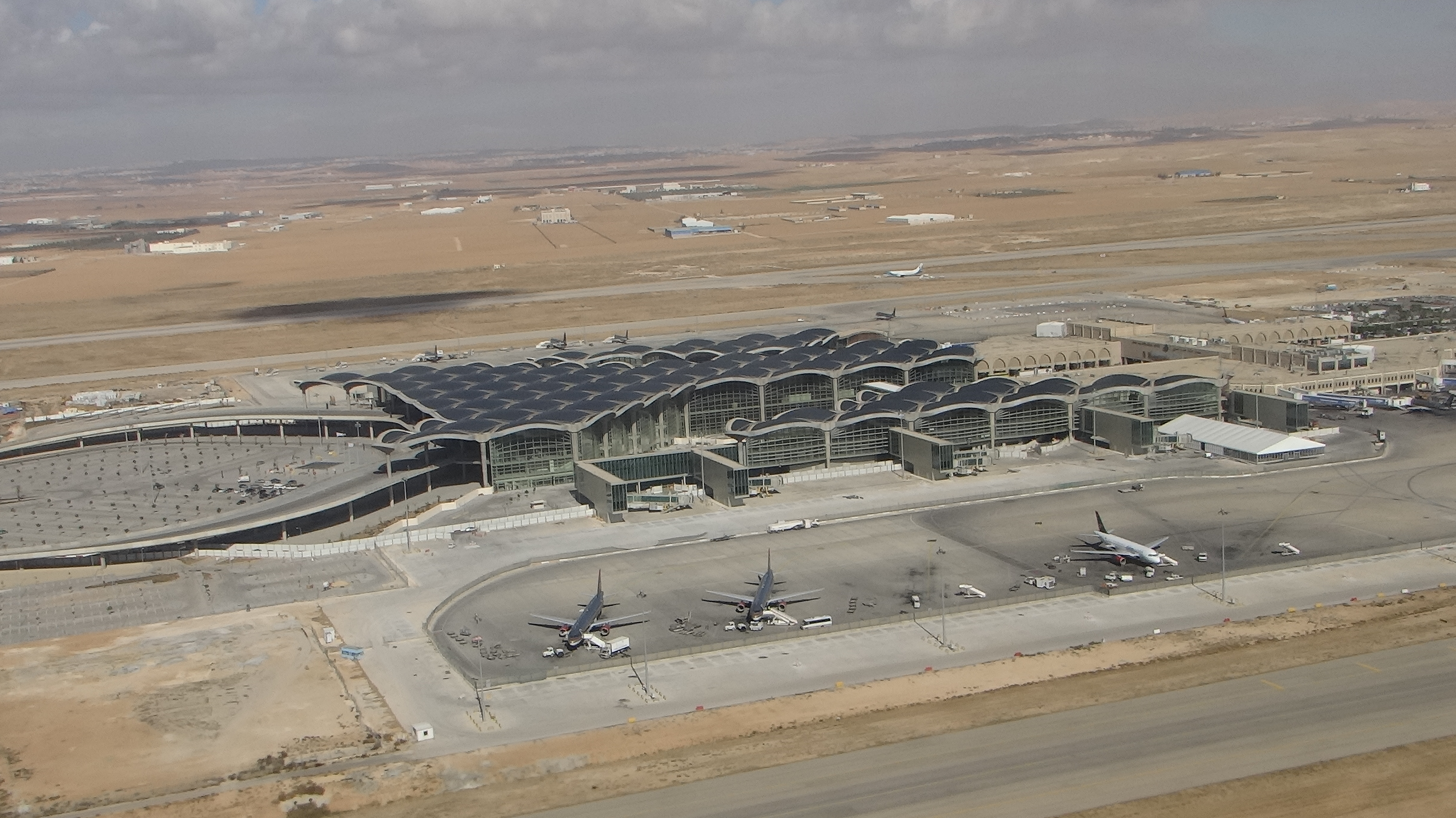
ساختمان ترمینال جدید فرودگاه در سال ۲۰۱۳
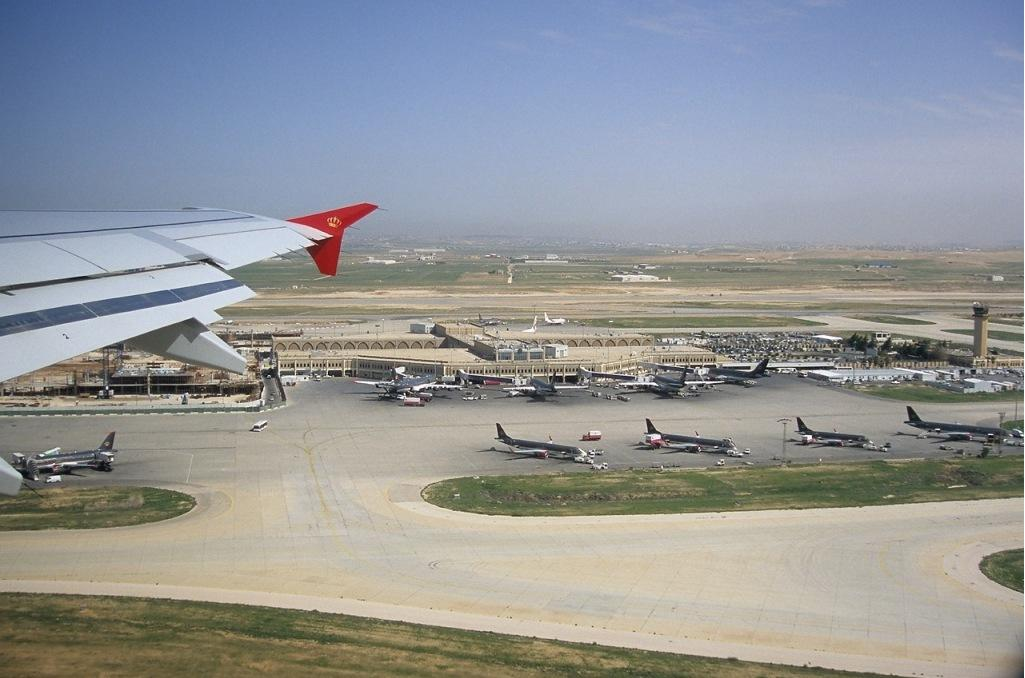
یک ایرباس -۳۳۰ در فرودگاه
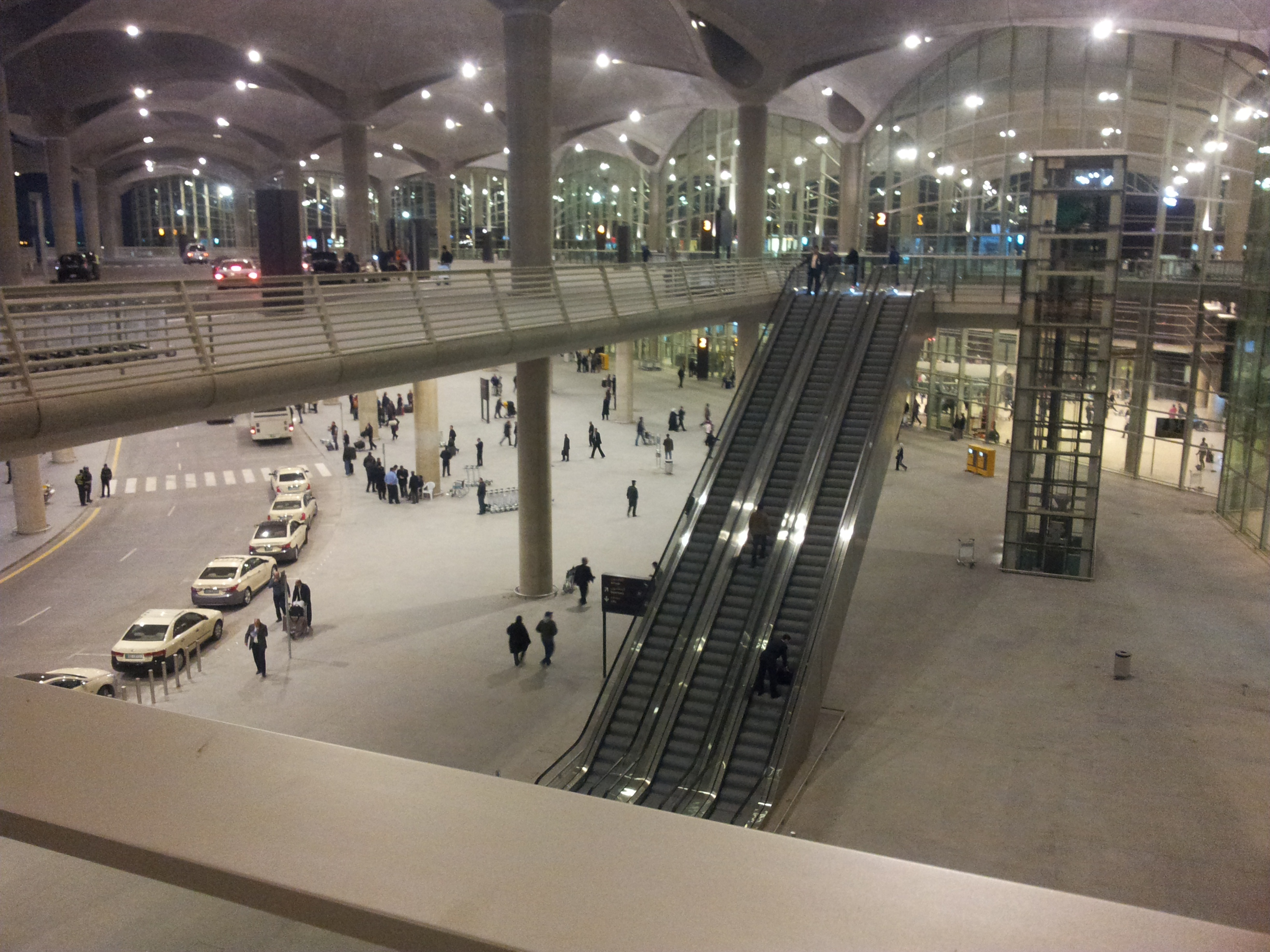
نمایی از ترمینال جدید

## شرکت‌های هواپیمایی و مقصدهای پروازی

### مسافری
| شرکت‌های هواپیمایی               | مقصدهای پروازی |
| ------------------------------- | --- |
| ایجین ایرلاینز                  | آتن |
| هواپیمایی الجزایر               | هواری بومدین |
| ایر عربیا                       | شارجه |
| ایر عربیا اجیپت                 | برج‌العرب |
| ایر قاهره                       | اسیوط، برج‌العرب، سوهاج |
| ایر فرانس                       | شارل دوگل پاریس |
| آلیتالیا                        | لئوناردو دا وینچی-فیومیچینو |
| آسترین ایرلاینز                 | وین |
| بریتیش ایرویز                   | هیترو لندن |
| هواپیمایی مصر                   | قاهره |
| هواپیمایی امارات                | دوبی |
| هواپیمایی اتحاد                 | ابوظبی |
| فلای‌دبی                         | آل مکتوم، دوبی |
| فلای اجیپت                      | اسیوط، برج‌العرب، سوهاج |
| فلای‌ناس                         | ملک عبدالعزیز، ملک خالد |
| گلف ایر                         | بحرین |
| هواپیمایی عراق                  | بغداد، بصره، اربیل، سلیمانیه |
| جزیره ایرویز                    | کویت |
| اردن اوییشن                     | بغداد، بحرین، کویت فصلی:: آنتالیا، قاهره، شرم‌الشیخ |
| کویت ایرویز                     | کویت |
| لوفت‌هانزا                       | فرانکفورت |
| هواپیمایی خاورمیانه             | رفیق حریری بیروت |
| نیل ایر                         | شرم‌الشیخ |
| عمان ایر                        | مسقط |
| پگاسوس ایرلاینز                 | اسن‌بوغا |
| هواپیمایی قطر                   | حمد |
| رویال فالکون                    | قاهره، اربیل، نجف |
| الملکیه الاردنیه                | ابوظبی، هواری بومدین، اسخیپول آمستردام، ملک حسین، آتن، بغداد، سووارنابومی، بارسلونا-ال پرات، بصره، رفیق حریری بیروت، برلین تگل، قاهره، اوهر شیکاگو، ملک فهد، متروپولیتن شهرستان وین دیترویت، حمد، دوبی، اربیل، فرانکفورت، ژنو، هنگ کنگ، آتاترک، ملک عبدالعزیز، خرطوم، کوالالامپور، کویت، لارناکا، هیترو لندن، مادرید-باراخاس، شاهزاده محمد بن عبدالعزیز، مونترآل-پییر الیوت ترودو، دوموده‌دوو، مونیخ، نجف، جان اف کندی، شارل دوگل پاریس، ملک خالد، لئوناردو دا وینچی-فیومیچینو، شرم‌الشیخ، سلیمانیه، بن گوریون، تونس قرطاج، وین، زوریخ |
| رویال وینگز                     | چارتر فصلی: باتومی |
| هواپیمایی سعودی                 | ملک عبدالعزیز، ملک خالد |
| هواپیمایی سوریه                 | دمشق |
| تاركو ایرلاین                   | خرطوم |
| تاروم                           | فصلی: هنری کواندا |
| ترکیش ایرلاینز                  | آتاترک فصلی: آنتالیا |
| یوام ایر اجرا توسط براوو ایرویز | کیف ژولیانی فصلی: خارکوف |
| هواپیمایی بین‌المللی اوکراین     | بوریسپیل |
| یمنیه                           | عدن، صنعا، شهر سیئون1 |

Notes
- ^  Yemenia's flights operate via داخلی بیشه.[۱۹] However, Yemenia does not have the traffic rights to transport passengers solely between Amman and Bisha.

### باری
| شرکت‌های هواپیمایی | مقصدهای پروازی |
| ----------------- | --- |
| کارگولوکس         | رفیق حریری بیروت، هنگ کنگ، صبیحه گوکچن، لوگزامبورگ - فیندل                                                         |
| هواپیمایی قطر     | حمد |
| الملکیه الاردنیه  | ملک حسین، رفیق حریری بیروت، بروکسل، هنری کواندا، آتاترک، هیترو لندن، ماستریخت آخن، سارایوو، جان اف کندی، بن گوریون |
| هواپیمایی سعودی   | ملک خالد |
| ترکیش ایرلاینز    | رفیق حریری بیروت، آتاترک                                                                                           |